# Округ Стивенс (Вашингтон)
Округ Стивенс (енгл. Stevens County) је округ у америчкој савезној држави Вашингтон.

## Демографија
По попису из 2010. године број становника је 43.531, што је 3.465 (8,6%) становника више него 2000. године.
| Група             | 2000.          | 2010.          |
| Белци             | 35.718 (89,1%) | 38.261 (87,9%) |
| Афроамериканци    | 111 (0,3%)     | 145 (0,3%)     |
| Азијати           | 193 (0,5%)     | 237 (0,5%)     |
| Хиспаноамериканци | 739 (1,8%)     | 1.185 (2,7%)   |
| Укупно            | 40.066         | 43.531         |